# 鮑比·金達爾
皮尤什·“鮑比”·金達爾（英語：Piyush "Bobby" Jindal，1971年6月10日—），印度裔美國人，前路易斯安那州州長，2005年至2008年間还曾競選路易斯安那州第一國會選區聯邦眾議員並成功當選。

## 簡介
2007年10月20日，金達爾以54%的得票率自州長選舉中勝出，成為全美最年輕的現任州長。此外，他是路易斯安那州自南北戰爭後的首位非白種人州長，也是美國史上第四位亞裔州長、首位印度裔州長。他是共和黨黨內的保守派，反對墮胎和同性婚姻。
鮑比·金達爾於2015年6月24日正式宣布競選2016年美國總統選舉的共和黨初選，然而民意調查顯示其支持率一直處於低位，於同年11月17日宣佈退選。